# Mitografia
Tradicionalmente, mitografia é a representação artística (literária) dos mitos, mas também é o nome de uma ciência que estuda as questões que dizem respeito à origem e a transmissão dos mitos, como fonte de dados úteis para a sociologia e a antropologia.
Um mitógrafo é um compilador de mitos.